# Martwe morze
Martwe morze – singel Budki Suflera promujący album Akustycznie, wydany w 1998 roku nakładem wytwórni płytowej New Abra.
Tekst do utworu napisał Andrzej Mogielnicki, muzykę skomponował Romuald Lipko, a realizacją nagrania piosenki zajął się Paweł Skura. Singel zaprezentowano podczas akustycznego koncertu zespołu z udziałem orkiestry symfonicznej Jacka Delekty.
Nagrania dokonano roku w Studiu Telewizji „Łęg” w Krakowie, dnia 3 października 1998 roku. Do piosenki nakręcono teledysk, również pod koniec 1998 roku.

## Lista utworów
1. „Martwe morze” – 4:40[1]

## Notowania
| Lista                              | Pozycja |
| ---------------------------------- | ------- |
| Szczecińska Lista Przebojów        | 50      |
| Lista Przebojów Programu Trzeciego | 14      |